# Mount Bosavi
Mount Bosavi är ett berg i provinsen Southern Highlands i Papua Nya Guinea. Berget är en numera utdöd vulkan på Great Papuan Plateau, en del av Kikoriflodens flodområde. Kratern är ungefär fyra kilometer bred och en kilometer djup, och hyser många unika arter.
Delar av berget ingår i Sulamesi Wildlife Management Area som etablerades 2006. Den utgör en del av ett av Unesco föreslaget världsarv, Kikori River Basin/Great Papuan Plateau. Människorna som bor norr om berget kallar sig själva ”Bosavi kalu” (personer från Bosavi), och delas upp i fyra kulturellt identiska men lingvistiskt olika grupper, kaluli, ologo, walulu och wisesi. De kallas ofta generellt bosavifolket.

## Fauna och flora
En expedition från 2009 av ett internationellt forskar- och tv-lag från BBC Natural History Unit upptäckte mer än 40 sedan tidigare obeskrivna arter; däribland 16 grodor, minst tre fiskar, flera insekter och spindlar, en fladdermus och en jätteråtta, 82 centimeter lång och 1,5 kg tung.